# Gustav Schmidt (General)
Gustav Schmidt (* 24. April 1894 in Carsdorf, Kreis Querfurt; † 7. August 1943 bei Beresowka bei Kursk) war ein deutscher Offizier, zuletzt Generalleutnant im Zweiten Weltkrieg.

## Leben
Gustav Schmidt trat als Fahnenjunker am 1. März 1913 der Preußischen Armee bei, diente im Infanterie-Regiment „Graf Tauentzien von Wittenberg“ (3. Brandenburgisches) Nr. 20 und wurde am 19. Juni 1914 mit Patent vom 23. Juni 1912 zum Leutnant befördert. Während des Ersten Weltkriegs war er u. a. Führer der 11. Kompanie, stieg Mitte September 1917 zum Oberleutnant auf und war als 1. Ordonnanzoffizier im Regimentsstab tätig. Neben beiden Klassen des Eisernen Kreuzes erhielt Schmidt das Ritterkreuz des Königlichen Hausordens von Hohenzollern mit Schwertern sowie das Verwundetenabzeichen in Schwarz.
Nach Ende des Krieges wurde er in die Reichswehr übernommen und diente u. a. 1923 in der 15. Kompanie des 5. (Preußisches) Infanterie-Regiments.
In der Wehrmacht wurde er am 1. Oktober 1936 zum Oberstleutnant befördert. Von Mitte Oktober 1937 bis August 1939 war er Kommandeur des II./Infanterie-Regiments 59 bei der 19. Infanterie-Division. In dieser Position erfolgte am 1. Juni 1939 seine Beförderung zum Oberst. Anschließend wurde er kurz Kommandeur des neu aufgestellten Infanterie-Ersatz-Regiments 216 im Wehrkreis XI in Northeim. Nach dem Beginn des Zweiten Weltkriegs führte er ab Mitte Oktober für ein Jahr das Infanterie-Regiment 74 (Hameln) wieder bei der 19. Infanterie-Division. Die Division wurde in dieser Zeit zur Sicherung der Westgrenze eingesetzt und nahm am Westfeldzug, aber immer hinter der Frontlinie, teil. Am 4. September 1940 wurde Schmidt mit dem Ritterkreuz des Eisernen Kreuzes ausgezeichnet. Mit der Umgliederung der 19. Infanterie-Division in die 19. Panzer-Division im November 1940 übernahm Schmidt die neu aufgestellte 19. Schützen-Brigade bei der 19. Panzer-Division. Die Division kämpfte fortan an der Ostfront.
Vom 5. Januar 1942 an war er zeitgleich zu seinem Kommando über die 19. Schützen-Brigade mit der Führung der 19. Panzer-Division beauftragt. Nach der Beförderung zum Generalmajor im April 1942 und der Verleihung des Deutschen Kreuzes in Gold wurde er zum Kommandeur der Division ernannt und gab damit das Kommando über die 19. Schützen-Brigade ab. Im Januar 1943 wurde er Generalleutnant und am 6. März 1943 mit dem Eichenlaub zum Ritterkreuz des Eisernen Kreuzes (203. Verleihung) ausgezeichnet. Anfang August 1943 bestand die Gefahr der Einkesselung der Division. Große Teile konnten der Umschließung entkommen, aber Schmidt und sein Adjutant, Oberleutnant Köhne, begingen bei Beresowka im Raum Bjelgorod, um der eigentlichen russischen Gefangennahme zu entgehen, Selbstmord. Ob dies vor oder nach einer Gefangennahme erfolgte, lässt sich nicht eindeutig feststellen.